# Nectophrynoides tornieri
Nectophrynoides tornieri é uma espécie de sapo da família Bufonidae. Ele é endêmico na Tanzânia. Seu habitat natural são as florestas úmidas montanhosas ou das terras baixas na faixa tropical e subtropical. Está ameaçado com a perda do seu habitat.